# Ситно (озеро, Витебская область)
Си́тно (бел. Сі́тна) озеро в Полоцком районе Витебской области в бассейне реки Сосница.
Площадь озера составляет 1,83 км², длина 2,82 км, наибольшая ширина 0.97 км. Наибольшая глубина 7,5 м. Объём воды 6,46 млн м³. Площадь водосбора 8,5 км².
Котловина озера вытянута с северо-востока на юго-запад. Склоны высотой 8—9 м (на юге до 17 м) сложены из песков и супесей. Береговая линия слобоизвилистая. Берега высотой до 0,5 м. Подводная часть котловины корытообразной формы, зона мелководья занимает около 70 % площади. До глубины 4 м дно покрыто песком и илом, глубже — кремнезёмистым сапропелем.
Озеро эвтрофное, слабопроточное. Сильно зарастает (до 200 м от берега). Полоса растительности распространяется до глубин 3,2 м. 

В озеро Ситно впадают мелиоративные каналы и вытекает ручей в озеро Ситенец (бел. Сіценец). В озере обитают лещ, щука, краснопёрка, карась, верховодка, уклейка) и другие виды рыб.
На южном берегу озера расположена деревня Большое Ситно.